# Leo Jansen (voetballer)
Leonard (Leo) Theodoor Jansen (Babberich, 15 november 1960 – 30 maart 2022) was een Nederlands voetballer.

## Carrière
Jansen bracht het grootste deel van zijn carrière door bij SV Babberich. Tussen 1981 en 1983 werd hij met deze club kampioen in drie opeenvolgende seizoenen. In 1984 trok hij naar SBV Vitesse in de Eerste divisie, waar hij op twee seizoenen 34 wedstrijden zou spelen. Nadien keerde hij terug naar SV Babberich waar hij tot aan het einde van zijn carrière zou blijven.
Als trainer was Jansen een tijd actief bij SV Carvium, nadien ook bij SV Gelders Eiland, de club die in 2017 werd gevormd door een fusie tussen SV Carvium en SV Aerdt.